# مديرية الشاهل

تعديل مصدري - تعديل

مديرية الشاهل إحدى مديريات محافظة حجة في اليمن. بلغ عدد سكانها 32548 نسمة عام 2004. تقع المديرية في وسط محافظة حجة وتضم أربع عزل وهي (جانب الشام وجانب اليمن والامرور ومديخة).

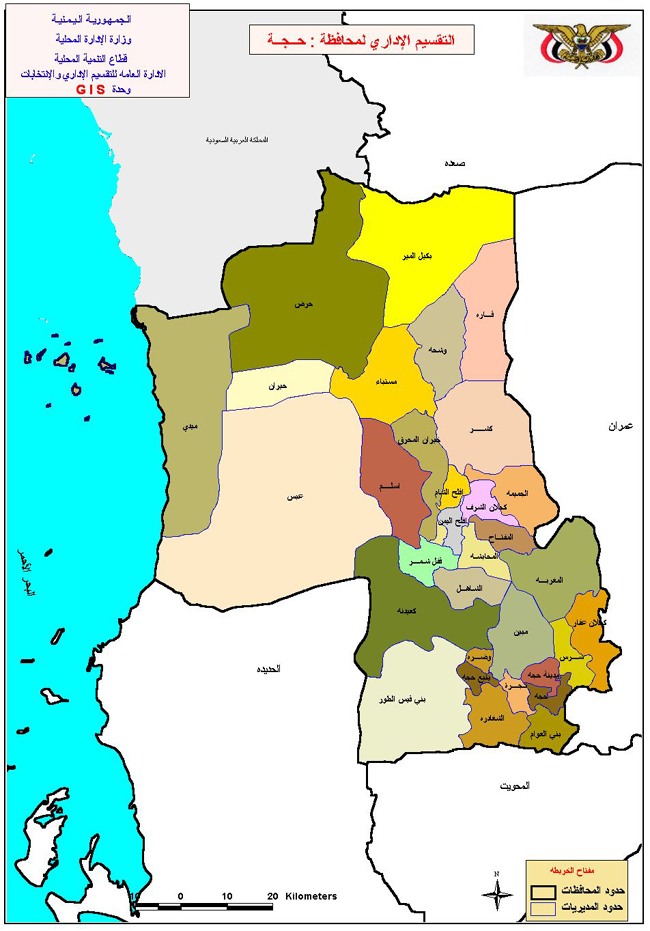
موقع مديرية الشاهل في محافظة حجة